# Sky Angkor Airlines
Sky Angkor Airlines Inc. (in khmer: ស្កាយ អង្គរ អ៊ែឡាញ), precedentemente Skywings Asia Airlines, è una compagnia aerea della Cambogia con sede a Phnom Penh fondata nel 2010. L'hub della compagnia è l'aeroporto Internazionale di Siem Reap-Angkor.

## Storia
Fondata nel 2010, Skywings Asia Airlines ha ricevuto l'approvazione per l'attività di trasporto passeggeri nel 2011. La compagnia aerea è una joint venture di investitori coreani e cambogiani con focus sul mercato dei viaggi verso la Corea del Sud.
Il 13 giugno 2011, ha effettuato il suo volo inaugurale sulla rotta Siem Reap-Seul-Hanoi-Siem Reap utilizzando un aereo McDonnell Douglas MD-83. La compagnia aerea ha aggiunto il suo primo Airbus A320 nel luglio dello stesso anno.
Il 30 novembre 2014, Skywings Asia Airlines ha formalmente cessato le operazioni ed è stata rinominata Sky Angkor Airlines. Dal cambio di marchio, la compagnia effettua molti voli di linea e charter da e per la Cambogia verso paesi tra cui Cina, Giappone, Corea del Sud e Vietnam.

## Destinazioni
Sky Angkor Airlines, a gennaio 2021, serve destinazioni tra Cina, Hong Kong e Filippine.

## Flotta

### Flotta attuale
A dicembre 2022, la flotta della Sky Angkor Airlines è composta dai seguenti aeromobili:

### Flotta storica
Nel corso degli anni Sky Angkor Airlines ha operato con i seguenti tipi di aeromobili: